# Platypalpus curvispinus
Platypalpus curvispinus är en tvåvingeart som beskrevs av Yang 2003. Platypalpus curvispinus ingår i släktet Platypalpus och familjen puckeldansflugor. Inga underarter finns listade i Catalogue of Life.